# Doryctes brachynervus
Doryctes brachynervus är en stekelart som beskrevs av Marsh 1969. Doryctes brachynervus ingår i släktet Doryctes och familjen bracksteklar. Inga underarter finns listade i Catalogue of Life.